# الهوية 2.0
الهوية 2.0 (2.0 Identity)، كما تسمى أيضا الهوية الرقمية، هي الثورة المتوقعة للتحقق من الهوية على الإنترنت باستخدام التقنيات المتطورة والتي تركز على المستخدم مثل بطاقات المعلومات (Information Cards) أو الهوية المنفتحه (OpenID). تنبثق الهوية 2.0 (Identity 2.0)من نظرية وب 2.0 لتحول الشبكة العالمية (شبكة عنكبوتية عالمية). تركيزالهوية 2.0 (Identity 2.0) طريقة بسيطة وحره لتعاملات الهوية وهي مماثلة لتلك التي في العالم المادي، مثل رخصة القيادة.
وصفتها مجموعة شركة بيرتون للتحليل الصناعي (Burton Group)، بأنه «استخدام الهوية Identity 2.0) 2.0) اليوم يشبه إلى حد كبير نظم الهوية الغير مباشرة، ولكن مع مزايا وجود وسيط رقمي، كما هو الحال مع رخصة القيادة، يوفر المصّدر للمستخدم وثيقة مصدقة تتضمن المطالبات (الاستحقاقات). ثم يمكن للمستخدم اختيار عرض هذه المعلومات عندما يتطلب الوضع».
نموذج الانترنت الحالي يجعل تعريف الواحد من موقع إلى موقع صعب التحديد. وقد وصف هذا في تقرير مجموعة بيرتون (Burton Group)حيث كُتب في هذا التقرير: " نظم الهوية اليوم _ والتي تمثل بناء "1.0"، تتميز بدعم قوي لإدارة المجال ولكنها تظهر قيود متكيفه ومرنة عندما تتواجه مع المتطلبات الواسعة النطاق للهوية في سيناريوهات الإنترنت ".وفي ضوء ذلك، يعتقد مؤيدوا التركيز على المستخدم "أن بروتوكولات الاتحاد (من تحالف الحرية (Liberty Alliance) _ منظمة تطوير معايير المعلومات المهيكلة [OASIS]، ومجموعة عمل خدمات الويب (خدمة ويب)) محصنه من قبل نموذج مركزي النطاق ولكنها لا تعمل الكثير لإعادة صياغة أسس الهوية المعمارية للنظم لدعم بناء اضخم.
العقبة الرئيسية لإنشاء الهوية 2.0(Identity 2.0) هو قوة البنية التحتية الموجودة. يعكس بحث المحللين الصناعيين غارتنر (Gartner Research) وجهة النظر هذه في في تقرير أغسطس عام 2006، مشيرين:
"الهوية 2.0 (Identity 2.0) سوف تكون ذات صلة للشركات على الانترنت _ وخاصة الشركات التي تركز على المستهلك _ ولكن ليس قبل عام 2008، وهناك مبادرات متعدده للهوية 2.0 (Identity 2.0)_ بما فيها البطاقة الرقمية لويندوز من شركة مايكروسوفت(Microsoft's CardSpace) (بطاقة المعلومات سابقاً)، اسكسيب (Sxip) وهيقينز (Higgins). وبالرغم من أن جميع المبادرات كانت فعاله لبروتوكولات الانترنت(Internet Protocols) وكذلك بروتوكولات الشبكة (Web Protocols)، إلا أن هناك أساليب مختلفة لتخزين صفات الهوية (identity attributes)و تأمين التفاعلات؛ هذه الطرق المختلفة ليست واضحة من جهة التشغيل المتبادل، وتفتقر إلى معايير موحدة على أساس اطار العمل.
يتطلب نجاح طرق الهوية 2.0 (Identity 2.0)أن يقوم مقدمي الخدمات بتعديل مواقعها على الإنترنت وخدماتها لطلب وقبول وتوثيق بيانات الهوية من العملاء ومقدمي الهوية، وهذا يطرح احتمال مشكلة "البيضة والدجاجة" وبموجبه لا يدرك المستهلكين الحاجة إلى خلق شخصيات رقمية حتى تتوفر الخدمات لاستخدامها".
بعد ذلك بعام، نشرت غارتنر (Gartner) نظرة مُحدثة في تقرير هايب سيكل (Hype Cycle Report) لعام 2007 عن تقنيات إدارة الهوية والوصول (IAM Technologies) والمواقف التي تهتم بالعملاء، تقنيات الهوية 2.0 مثل الهوية المنفتحه (OpenID)، والبطاقة الرقمية لويندوز (Microsoft's CardSpace) وهيغنز (Higgins) وقالت بأنها «مشغلات التقنية» التي تواصل«الارتفاع»، على الرغم من سنتين إلى خمس سنوات بعيدا عن الاعتماد السائدة.وهم يوصون بأن يقوم المستهلك الذي يواجه المنظمات برصد تطور هذه «أطر عمل الهوية الشخصية (Personal Identity Frameworks)»
في نهج الهوية 2.0(Identity 2.0)، بدلا من استخدام أسماء مستخدم / كلمات المرور متعددة للتسجيل في موقع على شبكة الإنترنت (مثل النموذج الحالي)، ستسمح الهوية 2.0 (Identity 2.0)للمستخدمين باستخدام هوية واحدة تكون ذات شفافية ومرونه. تركز الهوية 2.0 (Identity 2.0) حول المستخدم ولا تتمحور حول الدليل. ويتطلب تعاملات معرفيه بين المستخدمين والوكلاء (المواقع) باستخدام بيانات يمكن التحقق منها، وبالتالي توفير المزيد من التعاملات التي يمكن تعقبها.
باستخدام هوية واحدة في كل وقت يمكن أن يؤدي إلى فضح الخصوصية أو الأمن، لا سيما في الحالات التالية:
- عندما ُتنتحل ويعبث بالهوية المفتوحة (OpenID).
- عندما لا يقوم المستخدمين باختيار هوية ذات توثيق قوي ولكنهم يجبرون على القيام بذلك عن طريق خصائص النظام أو ضغوط السوق.
- عندما تربط الإجراءات التي ليس لها صله مع غرض التنبؤ أو التحكم في سلوك المستخدم.

يمكن توفير البيانات التي بالإمكان التحقق منها ولكن لا يمكن ربطها من قبل المستخدمين عن طريق وثائق تفويض رقمية مجهوله. الأبعاد الخفية لبناء الثقة في حالات ادنى من المعرفة التامة، والتي هي المفهوم البديهي في العالم المادي، ويتم التحقيق عن طريق التفاوض الموثوق.